# Begonia adscendens
Espèce
Begonia adscendens est une espèce de plantes de la famille des Begoniaceae.
Ce bégonia est originaire du Nagaland, en Inde. L'espèce fait partie de la section Diploclinium ; elle a été décrite en 1889 par le botaniste Charles Baron Clarke (1832-1906) et l'épithète spécifique, adscendens, signifie « ascendant ».